# Laguna Verde (Jeinemeni)
La laguna Verde es un cuerpo de agua superficial léntico perteneciente a la cuenca del río Baker y está ubicado en la Región de Aysén.

## Ubicación y descripción
La laguna está ubicada al norte del cerro Jeinimeni

## Hidrografía
A través de un corto emisario descarga sus aguas en el lago Jeinimeni que da origen al río Jeinimeni.